# André Brandão de Almeida
André Brandão de Almeida (Arouca, 5 de Abril de 1978) é um médico dentista português. Atualmente é Vogal da Mesa e Administrador Executivo da Santa Casa da Misericórdia de Lisboa com o pelouro da saúde. É docente universitário na Egas Moniz School of Health and Science. Foi fundador e o primeiro diretor clínico do Serviço Odontopediátrico de Lisboa - Saúde Oral em Lisboa (SOL).

## Biografia

### Percurso académico e profissional
É doutorando na Faculdade de Medicina de Lisboa, mestre em Medicina Dentária pela Faculdade de Ciências da Saúde da Universidade Fernando Pessoa e foi bolseiro Erasmus na Universidad de Barcelona onde realizou estágios clínicos no Hospital Odontológico de Barcelona e no Institut Català de la Salut.
Tem um mestrado executivo em Gestão de Unidades de Saúde pela Católica Porto Business School da Universidade Católica Portuguesa, especialização em proteção e segurança radiológica pelo Instituto Superior Técnico, cursos de pós-graduação em responsabilidade médica, segredo médico, direito da investigação clinica e consentimento informado, todos pela Faculdade de Direito da Universidade de Coimbra, um curso pós-graduado em Comunicação Médica pela Faculdade de Ciências Médicas da Universidade Nova de Lisboa e um curso pós-graduado de Atualização Análise Multifatorial em Epidemiologia pela Faculdade de Medicina de Lisboa.
É professor assistente de Medicina Dentária na Egas Moniz School of Health & Science.
É membro associado da Sociedad Española de Cirugía Bucal, onde concluiu o Curso SECIB de Cirugia Bucal e exerce a sua prática clínica exclusivamente em Cirurgia Oral.
Foi nomeado, a 3 de junho de 2024, por despacho da Ministra do Trabalho, Solidariedade e Segurança Social, Vogal da Mesa da Santa Casa da Misericórdia de Lisboa, tornando-se Administrador Executivo da instituição, com o pelouro da Saúde, que inclui o Hospital Ortopédico de Sant’Ana e o Centro de Medicina de Reabilitação De Alcoitão. 
Em 2015 foi impulsionador do Serviço de Medicina Dentária da Unidade de Saúde da Santa Casa da Misericórdia de Lisboa, no Bairro da Liberdade em Lisboa, onde iniciou a sua prática clínica.
A Unidade de Saúde da Liberdade nasceu num dos bairros mais problemáticos de Lisboa, onde atende uma população de cerca de 7500 pessoas, muitas delas indocumentadas e onde predominam idosos, desempregados com carências socioeconómicas graves e onde estão disponíveis para toda a população, consultas e tratamentos de várias especialidades, incluindo a Medicina Dentária, de forma completamente gratuita.
Fundou e foi o coordenador e diretor clínico até junho de 2024, do Serviço Odontopediátrico de Lisboa - Saúde Oral em Lisboa (SOL). Uma unidade de medicina dentária pediátrica inovadora, inaugurada em agosto de 2019, com uma  vertente ligada à investigação e uma prática clínica focada na prevenção e atenção precoce, pioneira em Portugal e implementada pela Santa Casa da Misericórdia de Lisboa e que garante o acesso universal a todas as crianças e jovens de Lisboa, dos zero aos 18 anos de idade, independentemente da sua condição económica ou social garantindo tratamentos de elevada qualidade e inovação. 
Em agosto de 2024, o SOL - Serviço Odontopediátrico de Lisboa - Saúde Oral em Lisboa, celebrou 5 anos de existência e atingiu as 145000 mil consultas concluídas, com um universo de mais de 20 mil utentes, de 71 nacionalidades e com uma atividade de cerca de 175 consultas por dia, em média.
No verão de 2025 anunciou uma "via verde", sem lista de espera, para acompanhamento e tratamentos de saúde oral, incluindo tratamentos sob anestesia geral em Bloco operatório, para cerca de 1200 crianças e jovens com Paralisia cerebral utentes do Centro de Reabilitação de Paralisia Cerebral Calouste Gulbenkian, no SOL e no Hospital Ortopédico de Sant'Ana.
É um conhecido defensor do acesso universal e da inclusão de cuidados de saúde oral no Serviço Nacional de Saúde.
Foi membro efetivo do primeiro Conselho Geral da Ordem dos Médicos Dentistas, eleito entre 2015 e 2020, membro do grupo de trabalho da OMD para a criação da carreira de medicina dentária no SNS, e do grupo de trabalho OMD-COVID-19 que elaborou as recomendações e condições para o funcionamento e reabertura dos consultórios e clinicas em plena pandemia Covid-19.

### Percurso politico
Foi o mais jovem Deputado à Assembleia da República na X Legislatura, pelo grupo parlamentar do Partido Social Democrata, onde foi membro da Comissão Parlamentar de Saúde, da Comissão Parlamentar de Educação e Ciência e do Grupo de Trabalho Qualificação.
Em 2010, foi eleito membro do Conselho Nacional do Partido Social Democrata e ainda no mesmo ano, presidente da comissão politica concelhia de Arouca.
Foi o primeiro subscritor em conjunto com Ricardo Baptista Leite, de uma moção apresentada e aprovada no 37º Congresso do Partido Social Democrata, onde defendiam a legalização do uso de cannabis para fins terapêuticos.
Desde 2015 que não tem qualquer atividade politica ativa.

### Percurso Associativo
Envolveu-se desde muito cedo no associativismo juvenil, iniciando esse percurso na Associação de Estudantes da Escola Secundária de Arouca.
Foi o fundador e o primeiro presidente da Associação Académica de Arouca e ainda presidente da Assembleia-geral do Movimento Fotográfico de Arouca.
Nestes movimentos, ainda muito jovem, foi impulsionador de vários projetos e ideias entre as quais o "Arouca Rock", festival de música alternativa em Arouca, que organizou entre 1996 e 1999 e o programa de rádio de música alternativa "Adrenalina" difundido na Rádio Regional de Arouca, da qual foi apresentador. Esteve ainda na génese do Festival de Cinema de Arouca.
Em 2004 fundou e presidiu à comissão instaladora da Associação Portuguesa de Estudantes de Medicina Dentaria.
Foi vice-presidente e presidente interino da Federação Nacional de Associações Juvenis entre 2006 e 2010.

Entre 2018 e 2019 foi vogal da direção da Associação de Unidades de Cuidados na Comunidade.